# Recta real

El orden los números naturales mostrado sobre la recta numérica.

La recta real  o recta numérica es una construcción geométrica unidimensional, o línea recta, la cual contiene todos los números reales ya sea mediante una correspondencia biunívoca o mediante una aplicación biyectiva, usada para representar los números como puntos especialmente marcados, por ejemplo los números enteros mediante una recta llamada recta graduada como la entera de ordenados y separados con la misma distancia.
La recta real está naturalmente dividida en dos mitades idénticas y simétricas respecto al origen, es decir el número cero. Además esta recta numérica  es una  línea en la cual se suelen graficar los números enteros como  puntos  que  están  separados  por una distancia uniforme. Nos permite  localizar  y comparar  números así como realizar operaciones  de suma y resta.

## Topologías sobre la recta real
Para entender la estructura interna de dicha recta se pueden definir diferentes topologías bajo las cuales la recta real tiene propiedades topológicas y geométricas, diferentes de la  topología métrica usual.

### Topología usual
Se considera que la recta numérica está compuesta de puntos e intervalos.
Punto interior
Sea H un subconjunto de ℝ. Un punto {\displaystyle y_{0}} de H se denomina  un punto interior de H, si existe r real positivo tal que <y0 - r, yº +r > ⊂ H.
Al conjunto de los puntos interiores de H se nombra interior de H, se denota por int(a). Si  el punto y0 está en el interior de A, se dirá que A es entorno de dicho punto.
Ejemplo: Si H = {1}∪[3,5] ∪[6, 8> . Los puntos 1, 3, 5 y 6 no son puntos interiores de H. Mientras int(H) = <3,5>∪<6, 8>.
Tener presente que si H es parte de J entonces el interior de H es parte del interior de J. También que el interior de H es parte de H.
Conjunto abierto
Un subconjunto K de ℝ se llama abierto, si todo punto de K es punto interior de K. Esto es, K ⊂ Int(K).
Es obvio que ℝ y ∅ son conjunto abiertos.
Cualquier intervalo abierto <m, n>⊂ℝ es un subconjunto abierto de ℝ
La intersección de <-1, 1/n> con <-1/n, 1> es un subconjunto abierto de ℝ, para cualquier n entero positivo
<2, 8> - [4, 6] es un subconjunto abierto de ℝ.
Para cualquier conjunto de números reales su interior es un conjunto abierto.

#### Propiedades topológicas
1. La unión de una familia de subconjuntos abiertos de ℝ es un abierto.
2. La intersección de dos abiertos de ℝ es un abierto de ℝ( considerando el conjunto vacío como abierto ).
3. La intersección arbitraria de infinitos abiertos no tiene porque ser un abierto.
4. Los intervalos <m, -∞> <∞+, p> son conjuntos abiertos; para el caso, el primero es la unión de los abiertos <m, m +n>, n recorre todo ℤ+.[2]